# AXN Spin
AXN Spin este un canal de televiziune deținut de Antenna Entertainment, axat pe reluări de pe AXN.
Canalul a fost lansat exclusiv în HD în 2012 în Polonia. Canalul a fost lansat în versiune SD în România pe 1 martie 2013.

## Legaturi externe
- Site web oficial Arhivat în 27 septembrie 2019, la Wayback Machine.